# Cookeina
Cookeina ist eine Gattung der Schlauchpilze aus der Familie der Kelchbecherlingsverwandten. Die Gattung ist in den Tropen weit verbreitet. Es handelt sich um Arten mit meist leuchtenden Farben.

## Merkmale

### Makroskopische Merkmale
Die schüsselförmigen Fruchtkörper, die Apothecien, sind mit bis zu 3 Zentimetern im Durchmesser relativ groß. Sie sind relativ biegbar und nicht brüchig. Durch Carotinoide ist die Fruchtschicht meist lebhaft gefärbt von gelb und orange bis scharlachrot oder malvenfarbig. Selten sind die Fruchtkörper weiß oder kastanienbraun. Manche Arten wie Cookeina colensoi oder Cookeina venezuelae sind ungestielt oder nur mit einem kurzen Stiel. Bei anderen ist ein bis zu 8 Zentimeter langer Stiel ausgebildet. Haare sind wie bei Cookeina tricholoma oder Cookeina sinensis über das ganze Receptaculum ausgebildet oder auch nur am Rand wie bei Cookeina insititia oder Cookeina speciosa. Manche Arten wie Cookeina indica oder Cookeina venezuelae besitzen keine deutlichen Haare. Alle Arten sind mehr oder weniger filzig.

### Mikroskopische Merkmale
Die Schläuche werden mit bis zu 550 Mikrometer recht groß und bis zu 40 Mikrometer breit. Sie sind dickwandig und färben mit Melzers Reagenz nicht. Sie besitzen einen Deckel, das Operculum, welches sich mit Kongorot anfärben lässt. Auffällig ist bei allen Arten die synchrone Reifung aller Ascosporen. Die Sporen sind pink bis gelbbraun und spindelförmig, ellipsoid oder schiffchenförmig und sind oft an einer Seite abgeflacht oder gekrümmt wie bei Cookeina insititia. Sie werden bis zu 52 Mikrometer lang und 21 Mikrometer breit. Sie sind entweder glatt oder besitzen eine Musterung mit längsgerichteten Graten oder Rillen. Öltropfen sind meist vorhanden. Die Paraphysen sind 1–6 Mikrometer breit und fadenförmig. Sie bilden oft ein loses Netzwerk um die Schläuche herum.
Das Excipulum ist bei allen Arten ähnlich gebaut. Es besteht aus einem äußeren und einem inneren Excipulum. Das äußere ist bis zu  175 Mikrometer dick und besteht aus einer Textura globulosa (ein Gewebe aus kugeligen Elementen mit Zwischenräumen) bzw. aus eine Textura angularis (also ein Parenchym-ähnliches Gewebe). Zwischen den beiden Schichten ist bei Cookeina colensoi, Cookeina colensoiopsis, Cookeina insititia und Cookeina venezuelae eine gelatinöse Schicht.

## Ökologie und Verbreitung
Cookeina-Arten leben saprobisch auf umgefallenen Baumstämmen, Zweigen und Ästen.  Alle Arten leben in den Tropen. Cookeina tricholoma und  Cookeina speciosa sind pantropisch weit verbreitet, sowohl in der Paläotropis als auch in der Neotropis. Andere Arten kommen nur in einem deutlich begrenzteren Gebiet vor.

## Nutzung
In Teilen von Mexiko werden Cookeina speciosa und Cookeina tricholoma als Speisepilz verzehrt. In Kamerun wird er für medizinische Zwecke gegen Ohrenschmerzen verwendet, wobei nicht zwischen Cookeina speciosa und Cookeina tricholoma unterschieden wird.

## Systematik und Taxonomie
Charles Plumier fertigte als Erster bereits 1705 eine Zeichnung einer Art von Cookeina an, nämlich Cookeina speciosa. 1822 wurde die Art dann von Elias Magnus Fries als Peziza speciosa das erste Mal beschrieben. Kuntze stellte die Gattung dann 1891 auf mit Cookeina tricholoma als Typusart. Phylogenetische Studien zeigten die Monophylie der Gattung mit zwei deutlichen Kladen, einerseits eine um Cookeina tricholoma, eine andere um Cookeina speciosa. Etliche beschriebene Arten wie Cookeina sulcipes werden als Synonym meist von Cookeina speciosa angesehen.
Zurzeit (Dezember 2016) zählen folgende Arten zur Gattung:

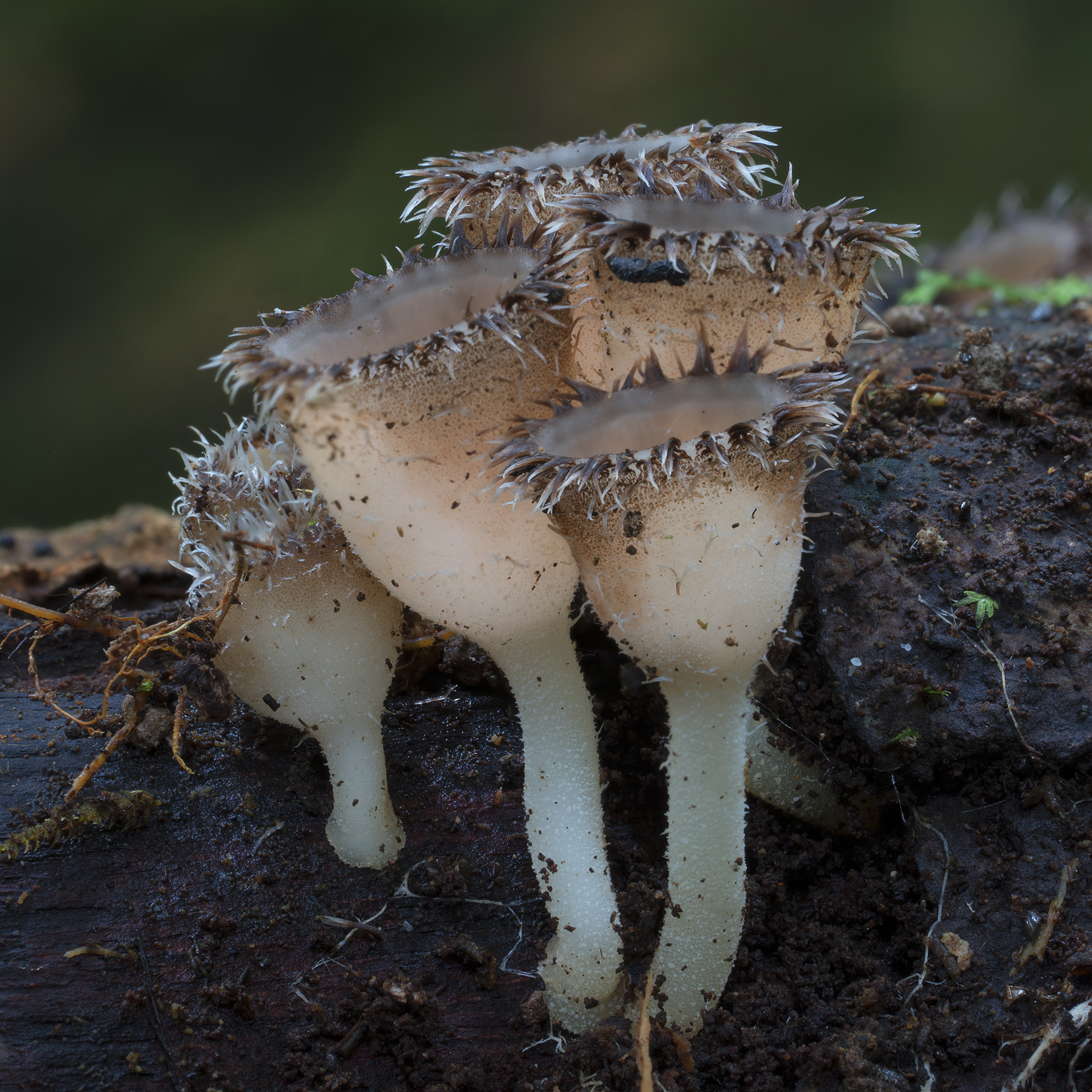
Cookeina colensoi
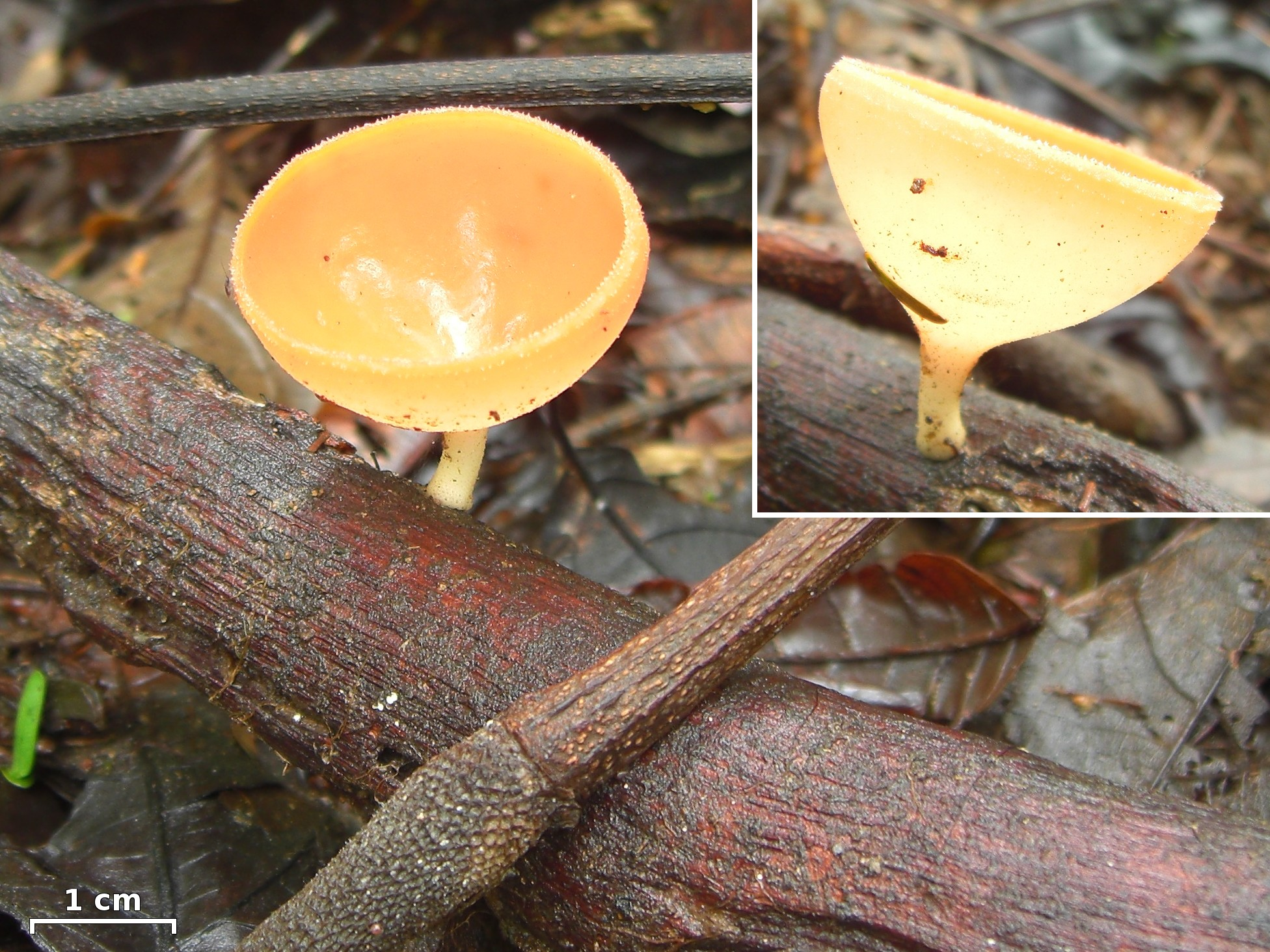
Cookeina colensoiopsis
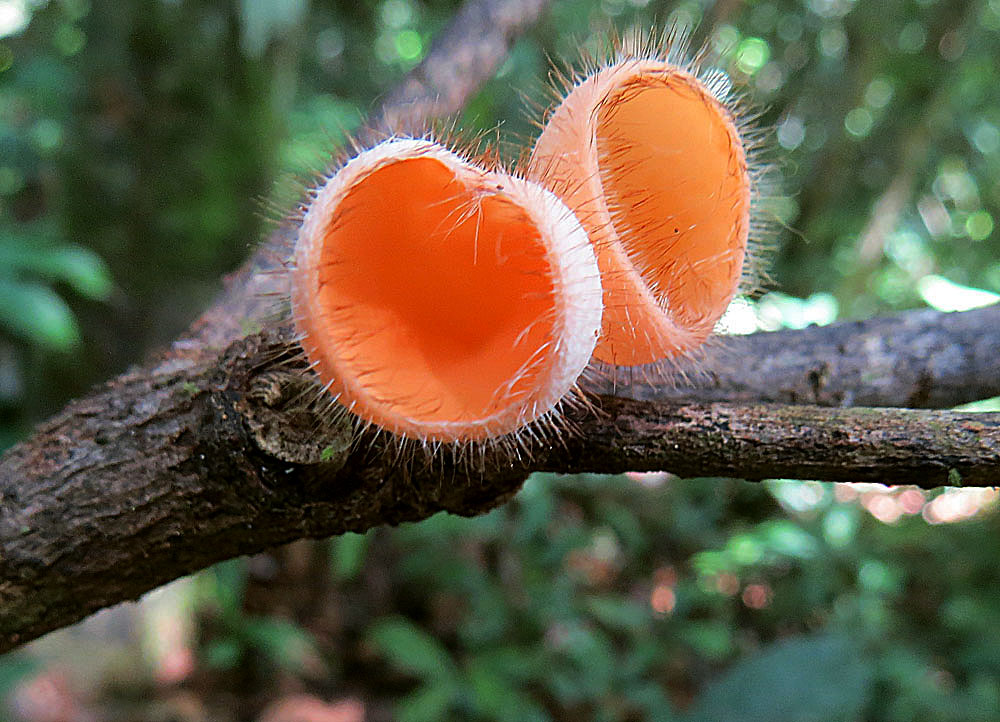
Cookeina cremeirosea: 2016 beschrieben, Samoainseln
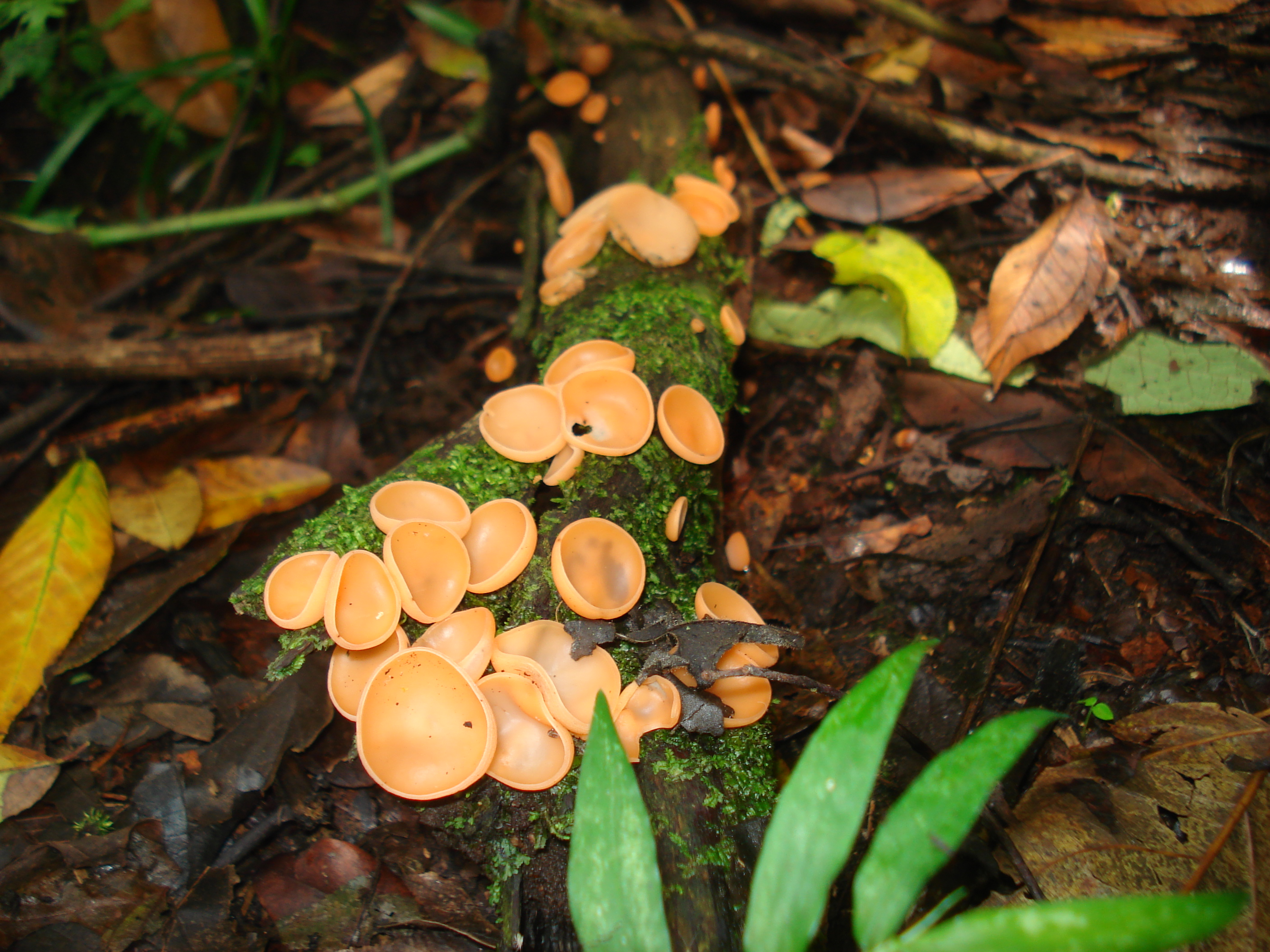
Cookeina globosa: 2005 beschrieben, Kamerun;[6] eventuell nur unreife Fruchtkörper von Cookeina speciosa
- Cookeina indica
- Cookeina insititia
- Cookeina korfii: 2015 beschrieben, Philippinen[7]
- Cookeina sinensis
- Cookeina speciosa
- Cookeina tricholoma
- Cookeina venezuelae

- Cookeina insititia
- Cookeina speciosa
- Cookeina tricholoma
- Cookeina venezuelae

## Etymologie
Der Gattungsname Cookeina ehrt den englischen Mykologen Mordecai Cubitt Cooke.